# Litevská křížová výprava
Litevská křížová výprava navazovala na livonskou a pruskou. Byla řadou hospodářských kolonizačních výprav Řádu německých rytířů a Livonského řádu na území Litvy v období 1283–1435. 
První nájezd proti Litevcům a Žmuďanům proběhl v roce 1208. První vojenské kampaně Livonského řádu proti Litevcům však byly neúspěšné a řád utrpěl velké porážky v bitvách u Saule (1236), Durbe (1260), Karuse (1270) a Aizkraukle (1279). Porážky byly pro Livonský řád zdrcující - přestal existovat jako samostatný celek a byl připojen k Řádu německých rytířů.
V roce 1283, po porážce Prusů, se na Litvu zaměřil i samotný Řád německých rytířů. Jedním z hlavních cílů bylo dobytí Žmudi – části Litvy, která jako klín oddělovala území podmaněná německými rytíři a území podmaněná Livonským řádem. Řeka Nemunas se přesto stala hranicí, kterou německý řád 200 let nedokázal prolomit.
Samotná pohanská Litva byla přitom tolerantní k jiným náboženstvím – je známo, že již za vlády pohanských králů Mindaugase a Gediminase byly v Litvě zřízeny františkánské a dominikánské kláštery. Gediminas si v dopisech papeži také stěžoval, že křižáci sami zničili křesťanské kostely a poté to vydávali za záminku pro válku.

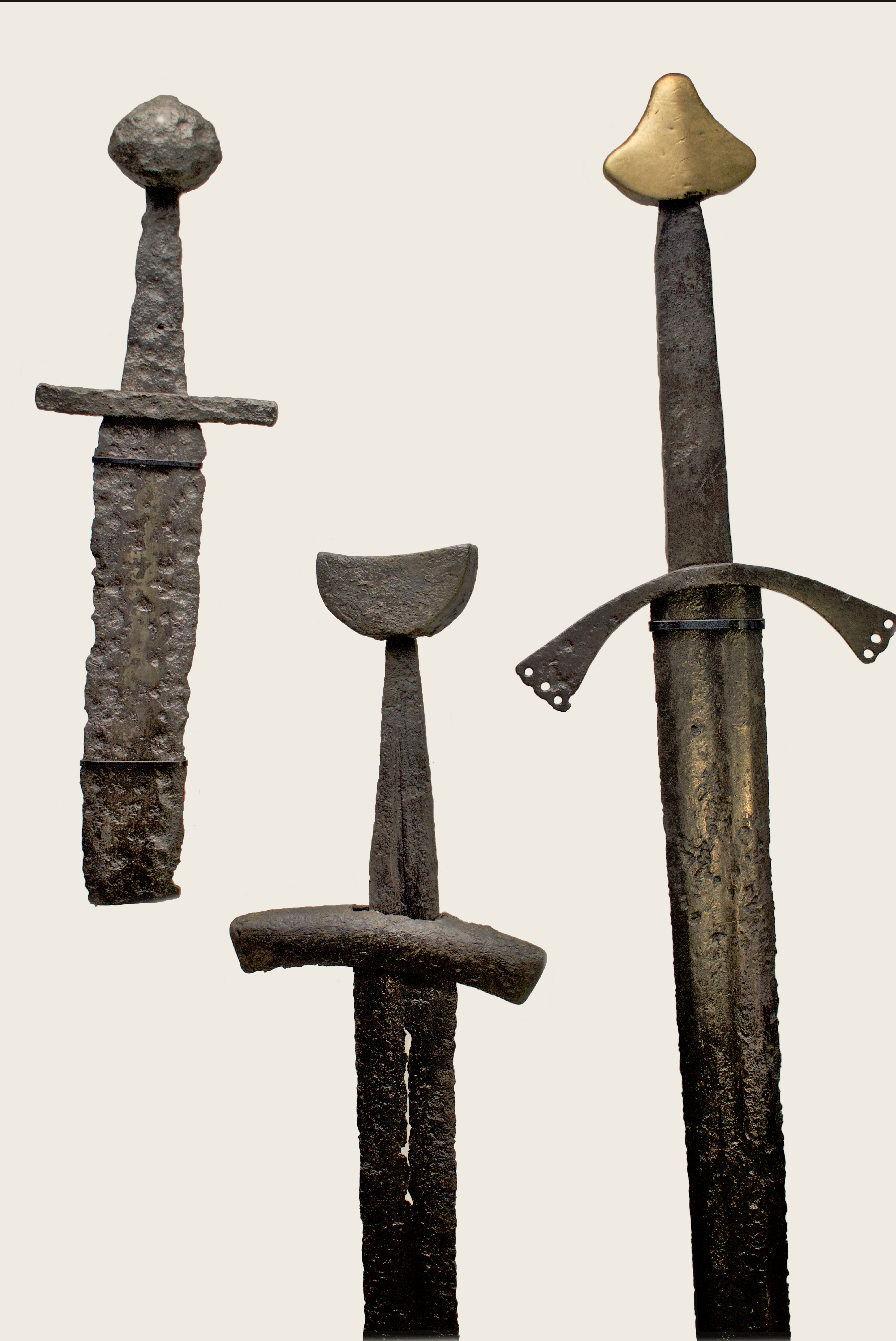
Litevské meče z 13. století

Řády hrály v litevské politice klíčovou roli až do 80. let 13. století. V té době bylo Litevské velkoknížectví již centralizovaným státem a bylo schopno efektivní obrany. Ve 14. století tak řády pořádaly každoroční nájezdy na Litvu bez velkého úspěchu, ale s velkými oběťmi na straně Litevců. Tyto výpady často připomínaly etnické čistky, ba genocidu. Pohraniční oblasti Litvy se tak staly velmi řídce obydlenou divočinou, kterou řády ale nikdy nedobyly. Tlak ze západu přiměl Litvu k rychlé expanzi na východ a dobytí zemí s rusky mluvícím a pravoslavným obyvatelstvem – jen tak mohla Litva získat zdroje pro dlouhodobé války.
Litevské velkoknížectví v roce 1386 přijalo křesťanství, když velkokníže Vladislav II. Jagello přijal křest před svou korunovací polským králem a svatbou s královnou Hedvikou z Anjou. Ani tento křest ale nezastavil další „křížovou výpravu“. Řád německých rytířů totiž zpochybnil upřímnost konverze u papežského soudu. Litva však spolu se svým novým spojencem Polskem Řád následně porazila v rozhodující bitvě u Grunwaldu v roce 1410, která je často uváděna jako konec litevské křížové výpravy. Za její konec také lze označit Melnskou mírovou smlouvu z roku 1422. 